# Avi Kaplan
Avriel Benjamin "Avi" Kaplan (sinh ngày 17 tháng 4 năm 1989) là một ca sĩ, nhạc sĩ người Mỹ, thường được biết đến với vai trò là thành viên cũ của nhóm A Cappella Pentatonix. Anh được biết đến với giọng hát trầm và thường đóng vai trò là giọng nam trầm của Pentatonix. Vào tháng 5 năm 2017, Avi tuyên bố rằng anh sẽ rời Pentatonix sau chuyến lưu diễn sắp tới của họ.
Năm 2017, Avi cho ra mắt dự án nhạc folk solo của mình, Avriel & the Sequoias. Anh vừa sản xuất nhạc, hát và chơi guitar trong dự án này. EP đầu tay của anh, Sage and Stone, được phát hành vào ngày 9 tháng 6 năm 2017, với bài hát đầu tiên, "Fields and Pier", được ra mắt vào ngày 29 tháng 4 cùng năm. Ngày 22 tháng 3 năm 2019, anh cho ra mắt một bài hát mới, "Change on the Rise", dưới cái tên Avi Kaplan.
Cùng với Pentatonix, Avi đã giành được 3 giải Grammy.